# Pseudeustrotia rhaptina
Pseudeustrotia rhaptina är en fjärilsart som beskrevs av Turner 1904. Pseudeustrotia rhaptina ingår i släktet Pseudeustrotia och familjen nattflyn. Inga underarter finns listade i Catalogue of Life.